# Yasuhiro Ikuta
Yasuhiro Ikuta (Obanazawa, 12 de junio de 1979) es un esquiador japonés retirado que ganó el Campeonato de España de esquí alpino. Participó también en la disciplina de slalom masculino en los Juegos Olímpicos de Turín 2006.